# Seis Garantías
Las Seis Garantías son seis principios clave de la política exterior de los Estados Unidos con respecto a las relaciones entre Washington D. C. y Taipéi. Fueron aprobadas como aclaraciones estadounidenses unilaterales al Tercer Comunicado entre los Estados Unidos y la República Popular China en 1982. Tenían la intención de asegurar tanto a la República de China en Taiwán como al Congreso de los Estados Unidos que el gobierno estadounidense continuaría apoyando a la isla de Taiwán incluso si hubiera recortado antes relaciones diplomáticas formales.
Las garantías fueron propuestas originalmente por el entonces gobierno del Kuomintang (Partido Nacionalista Chino) de la República de China ya exiliada y limitada al territorio de Taiwán durante las negociaciones entre los Estados Unidos y la República Popular China. La administración del presidente Ronald Reagan aceptó las garantías e informó al Congreso de los Estados Unidos sobre ellas en julio de 1982.
Hoy en día, las Seis Garantías son parte de las pautas semiformales utilizadas en la conducción de las relaciones entre los Estados Unidos y la República de China. Las garantías han sido generalmente reafirmadas por las sucesivas administraciones estadounidenses. Antes de 2016, eran puramente informales, pero en 2016, la Cámara de Representantes de los Estados Unidos adoptó su contenido formal en una resolución no vinculante, mejorando su estado a formal pero no directamente aplicable.

## Texto
La Cámara de Representantes de los Estados Unidos aprobó la siguiente resolución concurrente el 16 de mayo de 2016, dando la primera redacción formal para las Seis Garantías al adoptar más o menos directamente cómo expresó el exsubsecretario de Estado para Asuntos de Asia Oriental y el Pacífico John H. Holdridge en 1982 (que fue entregado al presidente de la República de China, Chiang Ching-kuo, por el entonces director del Instituto Americano en Taiwán, James R. Lilley):
- “* * * [N]o acordamos fijar una fecha cierta para poner fin a la venta de armas a Taiwán”;
- “* * * [N]os vemos un papel de mediación para los Estados Unidos” entre Taiwán y la República Popular China;
- “* * *[N]o intentaremos ejercer presión sobre Taiwán para que inicie negociaciones con la República Popular China”;
- “* * * [N]o ha habido cambios en nuestra posición de larga data sobre el tema de la soberanía sobre Taiwán”;
- “No tenemos planes de buscar” revisiones a la Ley de Relaciones con Taiwán; y
- El Comunicado del 17 de agosto “no debe interpretarse como que implica que hemos acordado entablar consultas previas con Beijing sobre la venta de armas a Taiwán”.

Una resolución similar fue aprobada por el Senado el 6 de julio de 2016.
En la primera versión, que fue presentada al Congreso por el representante Steve Chabot el 28 de octubre de 2015, se propuso que las Seis Garantías fueran:
- Estados Unidos no fijó una fecha para la terminación de las ventas de armas a Taiwán;
- Estados Unidos no alteraría los términos de la Ley de Relaciones con Taiwán;
- Estados Unidos no consultaría con China por adelantado antes de tomar decisiones sobre la venta de armas de Estados Unidos a Taiwán;
- Estados Unidos no mediaría entre Taiwán y China;
- Estados Unidos no cambiaría su posición sobre la soberanía de Taiwán, que era que los propios chinos debían decidir pacíficamente la cuestión, y no presionaría a Taiwán para que iniciara negociaciones con China; y
- Estados Unidos no reconocería formalmente la soberanía china sobre Taiwán.

Cables desclasificados, enviados en 1982 desde el Departamento de Estado, detallan las Seis Garantías:
- Estados Unidos no ha acordado fijar una fecha para poner fin a la venta de armas a Taiwán.
- Estados Unidos no ha accedido a consultar con la República Popular China sobre la venta de armas a Taiwán.
- Estados Unidos no desempeñará un papel de mediador entre Taipéi y Beijing.
- Estados Unidos no ha accedido a revisar la Ley de Relaciones con Taiwán.
- Estados Unidos no ha cambiado su posición con respecto a la soberanía sobre Taiwán.
- Estados Unidos no ejercerá presión sobre Taiwán para que inicie negociaciones con la República Popular China.[5]

## Reafirmación
El Departamento de Estado ha reafirmado las Seis Garantías repetidamente.
El 19 de mayo de 2016, un día antes de que Tsai Ing-wen asumiera la presidencia de la República de China, los senadores estadounidenses Marco Rubio (R-FL), miembro del Comité de Relaciones Exteriores del Senado y del Comité Selecto de Inteligencia del Senado y Bob Menéndez ( D-NJ), expresidente del Comité de Relaciones Exteriores del Senado y copresidente del caucus de Taiwán del Senado, presentó una resolución concurrente que reafirma la Ley de Relaciones de Taiwán y las “Seis Garantías” como piedras angulares de las relaciones entre Estados Unidos y Taiwán.
La Plataforma del Partido Republicano de la Convención Nacional Republicana de 2016 menciona las Seis Garantías y declara: "Saludamos al pueblo de Taiwán, con quien compartimos los valores de la democracia, los derechos humanos, una economía de libre mercado y el estado de derecho. Nuestras relaciones seguirá basándose en las disposiciones de la Ley de Relaciones con Taiwán, y afirmamos las Seis Garantías dadas a Taiwán por el presidente Reagan en 1982. Nos oponemos a cualquier medida unilateral de cualquiera de las partes para alterar el statu quo en el Estrecho de Taiwán sobre el principio de que todas las cuestiones relacionadas con el futuro de la isla deben resolverse pacíficamente, a través del diálogo y ser agradables para el pueblo de Taiwán. Si China violara esos principios, Estados Unidos, de acuerdo con la Ley de Relaciones con Taiwán, ayudará a Taiwán a defenderse. Nosotros elogie los esfuerzos del nuevo gobierno en Taipei para continuar las relaciones constructivas a través del Estrecho de Taiwán y exhorte a China a corresponder Como amigo leal de Estados Unidos, Taiwán ha merecido nuestro fuerte apoyo. ort, incluido el estado de acuerdo de libre comercio, la venta oportuna de armas defensivas, incluida la tecnología para construir submarinos diésel, y la plena participación en la Organización Mundial de la Salud, la Organización de Aviación Civil Internacional y otras instituciones multilaterales".
La Ley de Iniciativa de Garantía de Asia (Pub.L. 115–409 (texto) (PDF) establece que es política de EE. UU. hacer cumplir los compromisos con Taiwán de conformidad con las Seis Garantías. A partir de septiembre de 2018, la administración de Donald Trump "ha declarado que la relación entre EE. UU. y Taiwán también está 'guiada' por [las] 'Seis garantías'".
En noviembre de 2020, el secretario de Estado de los Estados Unidos, Mike Pompeo, declaró: “Taiwán no ha sido parte de [la República Popular] China, y eso se reconoció con el trabajo que hizo la administración Reagan para establecer las políticas a las que Estados Unidos se ha adherido desde hace tres años y medio. décadas, y lo ha hecho bajo ambas administraciones”. que fue visto como una invocación de la cláusula 5.
La Ley de Autorización de Defensa Nacional para el año fiscal 2021 reconfirmó la Ley de Relaciones de Taiwán (TRA) y las Seis Garantías como la base de las relaciones entre Estados Unidos y Taiwán.